# Mudbura
Mudbura är ett australiskt språk som talades av 92 personer år 2016. Mudbura talas i Nordterritoriet. Mudbura tillhör de pama-nyunganska språken.. Många av dem som talar mudburra är tvåspråkiga.